# Athenea del Castillo
Athenea del Castillo Beivide, född den 24 oktober 2000, är en spansk fotbollsspelare.

## Karriär
Athenea del Castillo inledde sin seniorkarriär i Racing Féminas innan hon 2019 kontrakterades av Deportivo. 2021 värvades hon av Real Madrid. Hon har även representerat den spanska damlandslaget där hon debuterade år 2020, och ingick i det spanska lag som tog guld i VM 2023.